# NGC 5166B
NGC 5166B је спирална галаксија у сазвежђу Ловачки пси која се налази на NGC листи објеката дубоког неба.
Деклинација објекта је + 32° 4' 9" а ректасцензија 13h 28m 33,1s. Привидна величина (магнитуда) објекта NGC 5166 износи 14,8 а фотографска магнитуда 15,6. NGC 5166B је још познат и под ознакама MCG 5-32-27, CGCG 161-64, PGC 47268.